# Hey DJ
Hey DJ è un singolo del gruppo musicale italiano Two Fingerz, il secondo estratto dal quarto album in studio Il disco nuovo/Il disco volante e pubblicato il 24 novembre 2010.

## Il brano
Il brano, prodotto dal beatmaker del duo Roofio, narra di un immaginario DJ che abita al piano inferiore a quello di Danti, che dava feste da ballo ogni sera, disturbando il sonno del rapper. Il brano gira intorno alle critiche fatte dal rapper che lo portano poi ad intervenire nella festa con un fucile.
In questo brano, il duo sperimenta uno stile musicale estraneo a quello usato nei precedenti singoli che si potrebbe identificare come hip house.

## Video musicale
Il video è stato pubblicato il 1º ottobre 2010 sul canale YouTube del duo. Si apre con Danti che rappa in un mondo virtuale con il testo della canzone che gli scorre vicino. Queste scene ambientate in un mondo fantastico dove tutto crolla vengono alternate alle riprese di una festa da ballo del duo.

## Tracce
Download digitale
1. Hey DJ – 3:38